# Henk Hage (schaker)
Henk Hage (Zierikzee, 30 april 1943 – Voorburg, 2 maart 2001) was een Nederlands schaker. Hij was winnaar van verscheidene thematoernooien, onder andere het Albins tegengambiet, Eco-code D08,  en de Birdvariant, Eco-code C61, in het Spaans.
In 1998 werd hij kampioen ICCF van Nederland en in 2002 werd hem postuum de titel van  internationaal meester ICCF uitgereikt.